# Android Developer Challenge
Конкурс Android Developer Challenge (ADC) был запущен Google в 2008 году с целью предоставления наград за высококачественные мобильные приложения, созданные на платформе Android. В ноябре 2009 года победители Android Developers Challenge II были выбраны после двух раундов подсчета очков тысячами пользователей Android, а также официальным жюри. Абсолютными победителями ADC II стали SweetDreams, What the Doodle и WaveSecure.

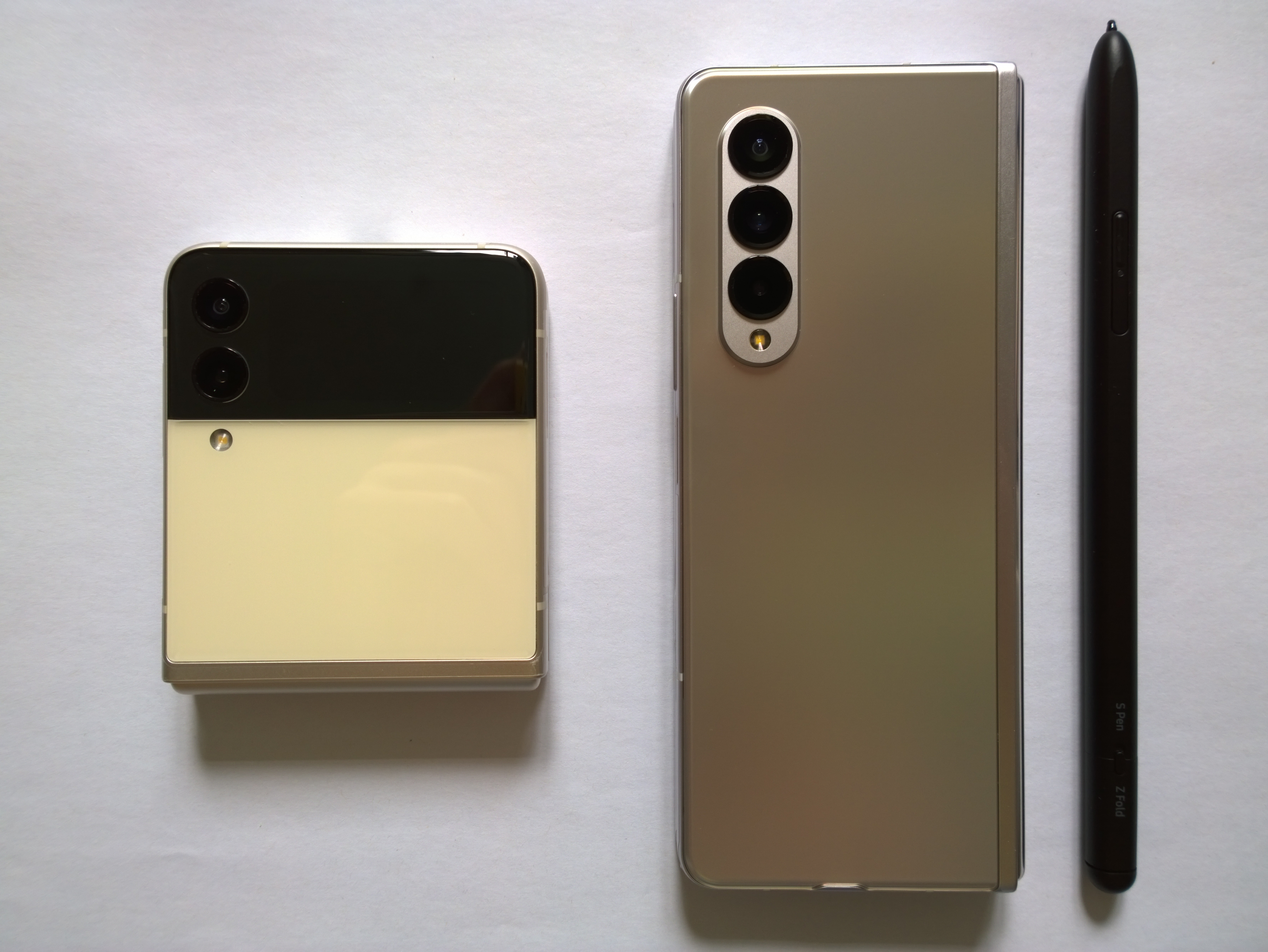
Samsung Galaxy Z, пример современного телефона Android

## История
Android — это программный стек для мобильных устройств, включающий операционную систему, промежуточное ПО и ключевые приложения. Android SDK предоставляет инструменты и API, необходимые для начала разработки приложений, работающих на устройствах под управлением Android. Android Developer Challenge — конкурс на самые инновационные приложения для Android. Google предложил призы в размере 10 миллионов долларов США, которые были распределены между ADC I и ADC II.
Все работы оценивались группой экспертов в области мобильных устройств, сотовой связи, разработки программного обеспечения или технологических инноваций. Google выбрал судей из организаций-членов Open Handset Alliance, Google и мобильных экспертов.

## Android Developer Challenge I
Впервые конкурс Android Developer Challenge был объявлен в январе, а заявки принимались со 2 января по 14 апреля 2008 года. С участниками из более чем 70 стран и в общей сложности 1788 заявок ADC имел немедленный успех, и в блоге разработчиков Android сообщается, что скорость отправки 170+ заявок в час 14 апреля.
На разработчиков из США приходится треть от общего числа заявок, остальные — из таких стран, как Германия, Япония, Китай, Индия, Канада, Франция, Великобритания и многих других. Заявки представляли широкий спектр областей применения, включая игры, приложения для социальных сетей, утилиты и инструменты для повышения производительности и разработки.
Группа из более чем 100 судей получила судейские пакеты и ноутбуки, на которых были предварительно загружены все представленные материалы, для последовательной и справедливой среды для оценки представленных материалов. После трех недель тщательного анализа судьи опубликовали список из 50 победителей первого раунда, которые затем получили право участвовать в финальном раунде. Эти 50 самых многообещающих работ, объявленных 5 мая 2008 г., получили награду в размере 25 000 долларов США для финансирования дальнейшего развития. Затем финалистам был установлен крайний срок 30 июня 2008 г. для подачи своих заявок на участие в финальном туре. Соревнование завершилось объявлением десяти команд, получивших по 275 000 долларов каждая, и десяти команд, получивших по 100 000 долларов каждая. Полный список получателей премии в размере 275 000 долларов США, получателей премии в размере 100 000 долларов США, финалистов и судей можно просмотреть здесь.

## Android Developer Challenge II
Об ADC II было объявлено 27 мая 2009 г., и разработчики призвали разработчиков представить свои приложения в одну из десяти специально определенных категорий ADC II в августе.
Категории были:
1. Образование/Справочник
2. Игры: Казуальные/Головоломки
3. Игры: Аркады/Экшены
4. Социальная сеть
5. Образ жизни
6. Производительность/Инструменты
7. СМИ
8. Развлечения
9. Путешествовать
10. Разное

Кандидатам разрешалось подавать заявки только в одной категории. Победители были выбраны после двух раундов подсчета очков тысячами пользователей Android, а также официальным жюри.

## Право
Конкурс ADC II был открыт только для приложений, которые не были общедоступны через Android Market до 1 августа 2009 г. Кроме того, приложения, которые участвовали в конкурсе ADC I, не могли участвовать в конкурсе ADC II, независимо от выигрышные приложения.Точно так же обновленные версии приложений, участвовавших в конкурсе ADC 1, не подходили для участия в ADC II.

## Первый раунд, ADC II
В сентябре 2009 года пользователи телефонов на базе Android, которые могли получить доступ к Android Market, смогли получить на Android Market специальное приложение для судейства ADC II. С помощью этого приложения они могли загружать, тестировать и ранжировать приложения, представленные на конкурс. Пользователи, решившие принять участие в процессе проверки, случайным образом загружали представленные приложения и оценивали их по ряду критериев, в результате чего для каждого приложения выставлялся окончательный балл. По результатам этого первого раунда были определены 20 лучших приложений в каждой из 10 категорий (всего 200 приложений), которые прошли во второй раунд. Первый раунд ADC II завершился 6 октября 2009 г. Победители первого раунда были объявлены 5 ноября 2009 года.

## Второй раунд, ADC II
Голосование во втором туре началось в тот же день и закончилось 25 ноября. Пользователи Android могли загрузить финальные 20 лучших приложений в каждой категории и оценить их так же, как и в первом туре, с помощью приложения для судейства ADC 2. В конце периода голосования заявки в каждой категории были ранжированы, при этом голос сообщества составил 40% от окончательной оценки судейства. Наряду с публичным рейтингом заявки оценивала команда судей, отобранных Google. Их баллы составили 60% итогового балла.
Google объявил главных победителей ADC II 30 ноября с SweetDreams, What the Doodle!? и WaveSecure были номинированы в качестве абсолютных победителей конкурса. Кроме того, в каждой из 10 категорий были присуждены 1-я, 2-я и 3-я премии.